# Louis Charles Vincent Le Blond de Saint-Hilaire
Louis Vincent Joseph Le Blond de Saint-Hilaire (ur. 4 września 1766 w Ribemont, zm. 5 czerwca 1809 w Wiedniu) – francuski generał w czasie rewolucji francuskiej i wojen napoleońskich.

## Wczesna kariera
Louis Vincent Joseph Le Blond de Saint-Hilaire urodził się w Ribemont. Był synem kapitana kawalerii i od wczesnych lat wykazywał zainteresowanie karierą wojskową. W roku 1777 zaciągnął się do regimentu kawalerii jako kadet i 15 lat później został awansowany do stopnia kapitana. Brał udział w oblężeniu Tulonu, a następnie walczył w Armii Włoskiej Republiki Francuskiej, gdzie szybko awansował pomimo swojego arystokratycznego pochodzenia. Jako generał brygady został ranny w bitwie pod Loano w 1795 roku tracąc dwa palce. Następnie służył jako dowódca Tulonu i Marsylii, a pod koniec 1799 roku został awansowany na generała dywizji.

## Wojny napoleońskie
Od 1805 roku służył nieprzerwanie w Wielkiej Armii, otrzymując dowództwo nad różnymi dywizjami. W 1805 roku dowodził dywizją w IV Korpusie marszałka Jean-de-Dieu Soult'a, biorącym udział w wojnie z III koalicją antyfrancuską. W bitwie pod Austerlitz przeprowadził decydujące uderzenie na środek wojsk koalicji na płaskowyżu Pratzen. Na początku ataku Saint-Hilaire otrzymał poważną ranę w głowę, ale pomimo to utrzymał dowództwo do końca bitwy, za co otrzymał Krzyż Wielki Legii Honorowej. W latach 1806–1807 walczył w bitwach pod Jeną, Pruską Iławą i Heilsbergiem. Za swoją służbę otrzymał w 1808 roku tytuł hrabiego Cesarstwa Francuskiego i otrzymał dowództwo dywizji w nowo tworzonej Wielkiej Armii Niemiec z którą prowadził kampanię w południowych Niemczech i Austrii. 22 maja 1809 roku, w bitwie pod Aspern stracił nogę od uderzenia kuli armatniej, a 15 dni później zmarł na skutek tej rany. W 1810 roku Napoleon I rozkazał złożyć jego szczątki w Panteonie obok marszałka Lannes'a. Jego nazwisko wypisane jest na Łuku Triumfalnym w Paryżu.

## Odznaczenia[1]
- Wielki Orzeł Legii Honorowej
- Komandor Orderu Korony Żelaznej (Królestwo Włoch)